# KM3NeT
KM3NeT (Cubic Kilometre Neutrino Telescope, en inglés) es una infraestructura de investigación europea situada en el fondo del mar Mediterráneo.Consta de telescopios submarinos de tipo Cherenkov, diseñados para detectar y estudiar neutrinos procedentes de fuentes astrofísicas muy lejanas, así como neutrinos originados en nuestra propia atmósfera, realizando aportaciones significativas tanto en el campo de la astrofísica como en el de la física de partículas.
Los telescopios de neutrinos consisten en una red tridimensional de módulos que albergan en su interior sensores ópticos (fotomultiplicadores). Estos sensores son capaces de detectar, en las profundidades del mar, la débil luz de Cherenkov procedente de las partículas cargadas producidas en las colisiones entre los neutrinos y las moléculas de agua o roca en las cercanías del detector. Los tiempos de llegada de la luz Cherenkov registrados con gran precisión en cada fotomultiplicador, junto con su posición y dirección, permiten reconstruir las propiedades de dichas partículas como su trayectoria y su energía.
El proyecto KM3NeT contempla el despliegue de varios detectores ubicados en diferentes emplazamientos a lo largo de las costas del mar Mediterráneo: KM3NeT-Fr (frente a la costa de Tolón, Francia), alberga el detector ORCA (Oscillation Research with Cosmics in the Abyss, en inglés) y KM3NeT-It (frente a la costa de Portopalo di Capo Pasero, Sicilia, Italia), alberga el detector ARCA (Astroparticle Research with Cosmics in the Abyss, en inglés). KM3NeT-Gr (frente a la costa de Pilos, Peloponeso, Grecia) está disponible para ampliar la infraestructura en futuras extensiones.
Los detectores KM3NeT/ORCA y KM3NeT/ARCA se encuentran actualmente en fase de construcción, con un 20% y 13% desplegado respectivamente en el fondo del mar en enero de 2025. Ambos detectores ya están tomando datos con sus correspondientes configuraciones parciales, lo que ha permitido a la colaboración publicar sus primeros resultados científicos.
KM3NeT continúa las investigaciones realizadas por su predecesor, el telescopio de neutrinos ANTARES, que estuvo funcionando entre 2008 y 2022. ANTARES demostró la viabilidad de utilizar la instrumentación de los detectores Cherenkov para detectar neutrinos en el fondo marino.
La supervisión, gestión y dirección de la construcción de KM3NeT, así como el funcionamiento y el mantenimiento de los detectores se lleva a cabo mediante una colaboración internacional en la que participan más de 68 instituciones de 21 países distribuidos a lo largo de todo el mundo. La colaboración KM3NeT está formada por unos 360 científicos, además de ingenieros y técnicos.

## Objetivos científicos
Los principales objetivos  de la Colaboración KM3NeT son:
1. El descubrimiento y posterior observación de fuentes de neutrinos de alta energía en el Universo, investigando una amplia variedad de objetos cósmicos como supernovas y remanentes de supernovas, estallidos de rayos gamma, o colisiones de estrellas. Al identificar neutrinos de estas fuentes, KM3NeT pretende averiguar el origen de los rayos cósmicos y comprender mejor los mecanismos que ocasionan algunos de los eventos más extremos del Universo.
2. El estudio en profundidad de las propiedades fundamentales de los neutrinos, en particular de las oscilaciones de neutrinos. El objetivo principal es la determinación del ordenamiento de la masa de los neutrinos midiendo las oscilaciones de los neutrinos atmosféricos. La capacidad de distinguir entre diferentes estados de masa de los neutrinos proporcionará información crucial sobre su naturaleza y su papel en el Modelo Estándar de la física de partículas .

Además de estos objetivos científicos primarios, el telescopio es una herramienta eficaz en la búsqueda de materia oscura en el Universo y otros fenómenos exóticos. Asimismo, la infraestructura de investigación alberga instrumentación para otras ciencias como la biología marina, la oceanografía y la geofísica, el seguimiento a largo plazo y en tiempo real de las profundidades marinas y del fondo marino a diferentes kilómetros de profundidad.

## Diseño

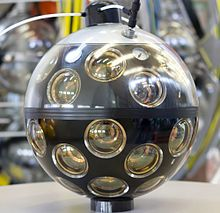
Módulo óptico digital (DOM) de KM3NeT en el laboratorio.

Las infraestructuras en Francia e Italia están diseñadas para contener casi 200.000 sensores de luz (tubos fotomultiplicadores o PMT) distribuidos en tres bloques: dos en KM3NeT/ARCA y uno en KM3NeT/ORCA. Un bloque consta de 115 líneas verticales flexibles, o unidades de detección (DU), ancladas al fondo del mar. Cada línea está equipada con 18 módulos ópticos esféricos resistentes a la presión (módulo óptico digital o DOM), y a su vez, cada DOM contiene 31 tubos fotomultiplicadores. De este modo, cada bloque constituye una red tridimensional de fotosensores que detecta la luz Cherenkov producida por las partículas relativistas producidas en las interacciones de neutrinos.  Ambos detectores utilizan la misma tecnología, siendo su principal diferencia la distancia entre los módulos ópticos que conforman cada detector. 
El emplazamiento KM3NeT-It, que alberga el detector KM3NeT/ARCA, se encuentra a una profundidad de 3450 metros en su parte más baja, a una distancia de unos 100 kilómetros de la costa más cercana. Cada línea de detección cubre una distancia vertical aproximada de 700 metros, con sus 18 módulos ópticos equiespaciados, y separadas entre sí por aproximadamente 90 metros. Esta configuración hace que KM3NeT/ARCA sea sensible a neutrinos en el rango de energías de los TeV-PeV, lo que le permite buscar fuentes de neutrinos en el Cosmos.
El emplazamiento KM3NeT-Fr, que alberga el detector KM3NeT/ORCA, se encuentra a una profundidad de 2475 metros en su parte más baja, a unos 40 kilómetros de la costa más cercana. Los módulos ópticos, más próximos entre sí que en el caso de KM3NeT/ARCA, hacen que el detector esté optimizado para la detección de neutrinos en el rango de energías de los GeV. Cada línea de detección tiene una longitud de unos 200 metros, están separadas unos 20 metros entre sí, y la distancia entre los DOMs de una misma línea es de 9 metros. La configuración completa del detector constará de aproximadamente 210 metros de diámetro.
La posición de los módulos y el tiempo de llegada de la luz a los fotomultiplicadores en su interior se miden con gran precisión. Cada módulo óptico mide alrededor de 44 centímetros de diámetro y contiene 31 tubos fotomultiplicadores de unos ocho centímetros de diámetro. Cada módulo incorpora la electrónica  necesaria para su funcionamiento y está conectado a la costa a través de una red óptica de gran ancho de banda.  A través de una red de cables de fibra óptica y cajas de conexiones ubicadas en el fondo del mar, los módulos ópticos se conectan a estaciones de control en la costa para obtener el suministro de energía eléctrica, controlar los detectores y transmitir los datos a la estación de control. 
Dado que las líneas de detección pueden moverse debido a las corrientes en las profundidades marinas, la posición y orientación de los módulos ópticos, y por tanto de los fotomultiplicadores en su interior, se controlan dinámicamente mediante un sistema acústico y un sistema de brújulas, respectivamente.  Asimismo, cada módulo óptico incorpora un pequeño LED en su parte superior, denominado nanobeacon, cuya emisión lumínica controlada se usa para la calibración temporal del detector. 
En la infraestructura terrestre de cada emplazamiento de KM3NeT, una granja de ordenadores realiza un primer filtrado de datos, antes de transmitirlos a un centro de datos común para su almacenamiento y posterior análisis por parte de los científicos que forman parte de la colaboración.
La construcción y el despliegue de las numerosas piezas del detector se ilustran en varios vídeos.

## Construcción
El diseño del telescopio de neutrinos KM3NeT es muy modular y su construcción se realiza por fases. En 2012, la implementación de la instalación de investigación KM3NeT comenzó con la construcción de las infraestructuras de los fondos marinos en los sitios KM3NeT-Fr y KM3NeT-It. Un prototipo del módulo óptico KM3NeT tomó datos con éxito durante aproximadamente un año entre 2013 y 2014 como parte del telescopio ANTARES .  En el sitio KM3NeT-It, un prototipo de línea de detección tomó datos entre  2014 y 2015, demostrando también la viabilidad del proyecto. 
Posteriormeente a este periodo de pruebas, comenzó la construcción del detector. Las próximas fases de construcción comprenden la finalización de los detectores KM3NeT/ARCA y KM3NeT/ORCA en los sitios KM3NeT-It y KM3NeT-Fr, respectivamente. Entre 2017 y 2024 se instalaron 24 líneas de detección de KM3NeT/ORCA, y 33 líneas en el caso de KM3NeT/ARCA, lo cual constituye un 10% del detector completo ya operativo. Desde 2019, ambos detectores han estado tomando datos con diferentes configuraciones parciales.

## Resultados científicos
Con las configuraciones parciales del detector, la colaboración KM3NeT ya ha publicado algunos resultados interesantes en revistas científicas, entre los que se encuentran:
- El estudio de los parámetros que determinan el fenómeno de las oscilaciones de neutrinos, usando los datos tomados por las primeras seis líneas de detección del detector KM3NeT/ORCA. En concreto, se midieron los parámetros de oscilación del sector atmosférico con estos valores: {\displaystyle \sin ^{2}\theta _{23}=0.51_{-0.05}^{+0.04}} y {\displaystyle \Delta m_{31}^{2}=2.18_{-0.35}^{+0.25}\times 10^{-3}{\text{eV}}^{2}\cup \{-2.25,-1.76\}\times 10^{-3}{\text{eV}}^{2}} con un nivel de confianza del 68%. Se espera que los datos tomados con futuras configuraciones del detector permitan restringir aún más los valores de estos parámetros.[14]
- Búsquedas de neutrinos emitidos en correlación espacial y temporal con ondas gravitacionales detectadas por los interferómetros LIGO y Virgo durante el tercer periodo de toma de datos, entre 2019 y 2020. El análisis se enmarca en un contexto de astronomía de multi-mensajeros. Ninguna de las búsquedas realizadas detectó un exceso significativo de neutrinos para poder afirmar la correlación de manera fehaciente. Para cada fuente se establecieron límites superiores al flujo de neutrinos y a la energía total emitida en neutrinos en los respectivos rangos de energía. [15]
- El seguimiento en tiempo real y posteriores búsquedas de neutrinos en correlación con el estallido de rayos gamma GRB 221009A, el más luminoso detectado hasta la fecha. Este fenómeno transitorio fue observado el 9 de octubre de 2022 por los satélites Fermi y Swift, y posteriormente caracterizado en el espectro electromagnético por una gran cantidad de experimentos. En el análisis de KM3NeT se utilizaron los de KM3NeT/ORCA y KM3NeT/ARCA con 10 y 21 líneas de detección, respectivamente, para buscar neutrinos en coincidencia espacial y temporal. No se encontraron eventos de candidatos de neutrinos que coincidieran con la ubicación del estallido de rayos gamma. El análisis presentado incluye límites superiores estadísticos a la potencial emisión de neutrinos de GRB 221009A. [16]

Además de las investigaciones mencionadas, recientemente se han publicado otros análisis con datos tomados por los detectores, que incluyen estudios del flujo de muones atmosféricos, estimaciones del flujo difuso de neutrinos cósmicos, búsquedas de fuentes puntuales de neutrinos cósmicos, y exploraciones de las emisiones de neutrinos en galaxias con alta formación de estrellas y supernovas. También se han realizado búsquedas indirectas de materia oscura y de fenómenos exóticos más allá del Modelo Estándar, como la desintegración invisible de neutrinos, los neutrinos estériles, las interacciones no estándares de neutrinos, y fenómenos de decoherencia cuántica en oscilaciones de neutrinos. 
Del mismo modo, KM3NeT ha publicado varios estudios de las expectativas científicas para el detector completo, basadas en simulaciones de Monte Carlo. La colaboración también ha presentado análisis combinados con otros experimentos como JUNO y CTA .
Se puede encontrar una lista completa de los artículos científicos y técnicos de KM3NeT en INSPIRE-HEP. KM3NeT está comprometido con la publicación científica de acceso abierto.

## KM3-230213A
El 13 de febrero de 2023 a las 01:16:47 UTC, un muón de energía extremadamente alta fue observado al atravesar el detector KM3NeT/ARCA en el emplazamiento KM3NeT-It. Este evento se denomina KM3-230213A. En el momento de la observación, 21 líneas de detección de KM3NeT/ARCA estaban en funcionamiento. La trayectoria del muón se reconstruyó a partir de los tiempos y posiciones de los primeros impactos de luz registrados en los fotomultiplicadores de los módulos ópticos.
La reconstrucción de KM3-230213A indica que se trata de un evento casi horizontal,  encontrándose a 0,6 grados por encima del horizonte local del detector. La energía del muón se estima en 120 petaelectronvoltios (PeV), con una incertidumbre de +110 PeV a -60 PeV. Dado su nivel de energía extremadamente alto y su dirección cercana al horizonte, se considera muy probable que el muón se haya originado a partir de la interacción de un neutrino cósmico de energía aún mayor en las proximidades del detector. Se estima que la energía del neutrino que produjo este muón es de aproximadamente 220 PeV. KM3-230213A es el evento de neutrino de mayor energía observado hasta la fecha.
La enorme energía de este evento sugiere que el neutrino pudo haberse originado en un acelerador cósmico diferente al de los neutrinos de menor energía, o que este podría ser el primer indicio de la detección de un neutrino cosmogénico, producto de las interacciones entre los rayos cósmicos ultraenergéticos y los fotones del fondo cósmico de microondas del Universo.

## Relación con las instituciones europeas
En 2006, KM3NeT fue incluido en la hoja de ruta del Foro Estratégico Europeo sobre Infraestructuras de Investigación (ESFRI), que reconoce la infraestructura de investigación KM3NeT como una prioridad para las necesidades científicas de Europa durante las próximas décadas. Este apoyo fue renovado por el Consejo de la Unión Europea para el período 2019-2026, lo que permitió, por ejemplo, el lanzamiento del proyecto KM3NeT-INFRADEV2 (2023-2025) para la plena implementación de la infraestructura de investigación KM3NeT.
KM3NeT se ha beneficiado de diversas fuentes de financiación a través de los programas europeos de investigación e innovación, incluidos Horizonte 2020 y Horizonte Europa. Además, la construcción de los emplazamientos de instalación de KM3NeT también recibió financiación a través del Fondo Europeo de Desarrollo Regional (FEDER), lo que confirma el potencial económico, social y territorial de KM3NeT a nivel regional.
Finalmente, KM3NeT ha participado en numerosos proyectos europeos liderados por diferentes miembros de la colaboración. Por ejemplo, forma parte de la red EMSO, proporcionando acceso a largo plazo para la investigación en Ciencias de la Tierra y el Mar. También participó en el proyecto ASTERICS y sigue involucrado en la iniciativa europea EOSC para la ciencia abierta, así como en el proyecto relacionado ESCAPE. Asimismo, KM3NeT también está comprometido con la ciencia ciudadana, en particular a través del proyecto REINFORCE.

## Global Neutrino Network
Junto con ANTARES, Baikal, IceCube, P-ONE y RNO-G, KM3NeT es parte de la Red Global de Neutrinos (Global Neutrino Network, en inglés).